# Low Noise Amplifier

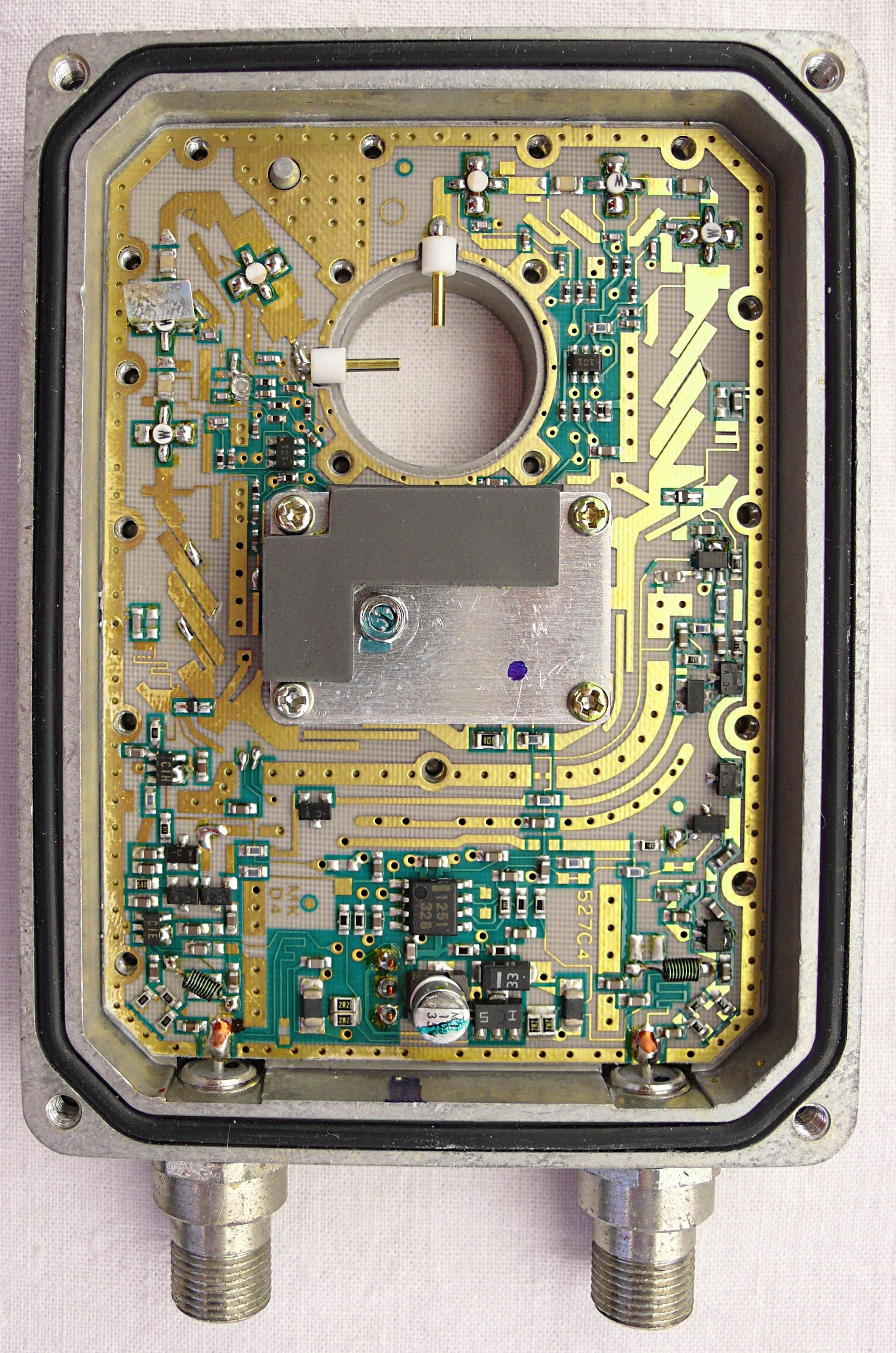
Low Noise Amplifier als erste Stufe in einem LNB

Als rauscharmer Verstärker bzw. Low Noise Amplifier (LNA) bezeichnet man eine spezielle Art elektronischer Verstärker. Sie sind schaltungstechnisch besonders rauscharm, um extrem schwache Signale zu verstärken, ohne dabei gleich das ganze Frequenzband in tiefere Frequenzen umzusetzen. Besondere Kenngröße eines LNAs ist die geringe Rauschzahl.
Bei der Satellitenkommunikation gelangt das durch eine Parabolantenne empfangene Signal zunächst in einen LNA, um nach der Verstärkung dann entweder direkt in ein Kabel eingespeist zu werden oder einer nächsten Stufe zugeführt zu werden, die dann eine Frequenzumsetzung realisiert, um das Signal in besser über ein Kabel zu übertragende Frequenzen runter zu mischen, z. B. einem Low Noise Block Converter (LNB). Das Signal wird direkt in die nächste Übertragungseinheit eingespeist – im Falle des LNAs ist dies das angeschlossene Verbindungskabel, im Falle des LNBs der Umsetzblock vor der Signalweiterleitung.
Daher eignet sich ein LNA – im Gegensatz zu einem LNB – auch zum Zusammenschalten von mehreren Parabolspiegeln zu einem Array. Dabei muss aber jede Antenne separat in der Phasenlage einjustiert werden, indem diese millimeterweise nach vorn oder hinten (zum Sender hin) bewegt wird. Aufgrund des relativ großen Leitungsverlustes sind dabei die Kabel äußerst kurz zu halten. Deshalb werden LNAs nur noch in Ausnahmefällen eingesetzt, z. B. bei GPS-Antennen. Stattdessen wird direkt im Gerät das Signal blockweise auf tiefere Frequenzen umgesetzt und mit wesentlich weniger Verlust ins Kabel eingespeist – diese Kombination aus LNA und Blockkonverter ist ein LNB.
Im Empfangspfad eines Mobiltelefons ist ebenfalls ein LNA zu finden. Er bildet dort das erste Glied der analogen Signalverarbeitungskette und ist im Analogen Frontend integriert. Durch die Integration ist ausgangsseitig keine Anpassung an Leitungswellenwiderstände nötig, da die nächste Komponente – üblicherweise ein Mischer zur Frequenzumsetzung in das Basisband – direkt folgt und leicht mit einem hohen Eingangswiderstand realisiert werden kann. Die Verstärkung eines LNAs ist stark frequenzabhängig, so dass der LNA konstruktionsbedingt frequenzselektierend wirkt. Die Übertragungsfunktion der Spannungsverstärkung hat Bandpass-Charakter. Auf der Eingangsseite muss ein LNA an den Feldwellenwiderstand der Antenne angepasst werden.